# كليمنس كلوتز
كليمنس كلوتز (بالألمانية: Clemens Klotz)‏ هو مهندس معماري ألماني، ولد في 31 مايو 1886 في كولونيا في ألمانيا، وتوفي بنفس المكان في 18 أغسطس 1969.